# Tadas Eliošius
Tadas Eliošius (ur. 1 marca 1990 w Taurogach) – litewski piłkarz, występuje na pozycji obrońcy. Ma za sobą debiut w reprezentacji Litwy.